# 普里山
45°31′42″N 6°51′36″E / 45.52833°N 6.86000°E

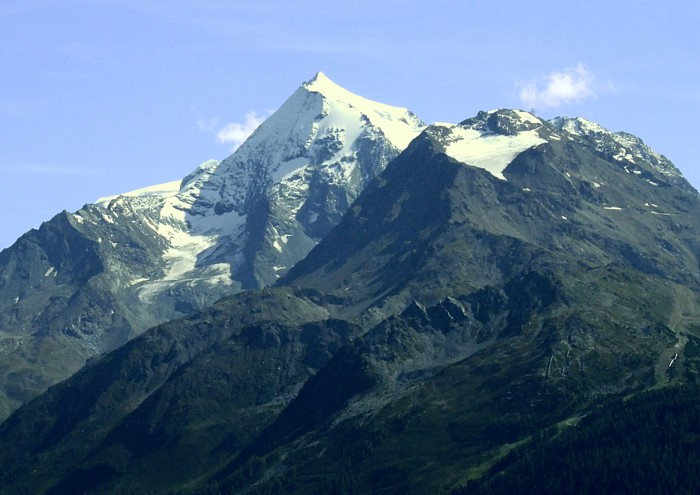

普里山（法語：Mont Pourri），是法國的山峰，位於該國東南部，由薩瓦省負責管轄，屬於瓦努瓦斯山的一部分，海拔高度3,779米，每年平均降雨量1,479毫米，人類在1861年10月4日首次登頂。